# Nikolaï Antsiferov
Pour les articles homonymes, voir Antsiferov.
Nikolaï Pavlovitch Antsiferov (Николай Павлович Анциферов), né le 30 janvier 1889 dans le domaine de Sofievka près d'Ouman et mort le 2 septembre 1958 à Moscou, est un historien de l'urbanisme russe qui dut subir les Grandes Purges staliniennes.

## Biographie
Son père est nommé directeur du jardin botanique de Nikita et la famille s'installe en Crimée en 1891, séjour interrompu pendant six mois en 1897 pour les soins du père en Allemagne qui meurt en novembre 1897. Il poursuit ses études secondaires à Kiev. Il fait un voyage à Nice à l'été 1906 avec sa mère, un voyage en Norvège en 1908 et un voyage en Suisse et en Italie à l'été 1910. Il assiste aux funérailles de Tolstoï en novembre. En mars-mai 1911, il visite Paris, puis Heidelberg pour suivre les cours de Wilhelm Windelband. Il passe l'été suivant à la villa Schiller en Suisse.
Antsiferov arrive à Saint-Pétersbourg en 1908 afin de poursuivre des études d'histoire à l'université impériale. Il passe les mois de mai et juin 1912 en Italie et l'été 1913 en Norvège. À partir de 1911, il enseigne l'histoire de l'art de l'Italie. Il termine ses études en 1915 et se prépare au professorat entre 1915 et janvier 1919. Il fait partie des cercles philosophico-religieux d'Alexandre Meyer (1874-1939) (Mardi, ou Dimanche) entre 1918 et 1925. Il devient membre du cercle d'études Le Vieux Saint-Pétersbourg à partir de 1921 au sein duquel il donne des conférences. Il fait paraître à Detskoïe Selo (ville où il demeure alors) un ouvrage intitulé Essai d'étude de la ville comme organisme social et se passionne à étudier les traces de Pouchkine dans l'ancienne Tsarskoïe Selo et à organiser des excursions historiques dans l'ancienne capitale impériale et ses alentours. Il enseigne à l'École Tenichev entre 1918 et 1923. Il fait paraître en 1923 Le Pétersbourg de Dostoïevski et Passé et mythe de Pétersbourg en 1924 qui traite surtout du musée de l'Ermitage.
Il est arrêté en 1925, comme ancien membre des classes de l'élite et condamné à cinq ans d'exil à Omsk, mais il est relâché au bout de trois mois. Il retourne à Léningrad pour enseigner et éditer un livre à propos de l'ancienne Tsarkoïe Selo qui paraît en 1927. Il effectue plusieurs expéditions historiques en province. Il est de nouveau arrêté en avril 1929 dans le cadre de l'Affaire de l'Académie qui frappe les milieux savants et intellectuels et aboutit à l'incarcération ou à l'exécution d'un certain nombre de ses représentants. Il est accusé de faire partie d'une « organisation contre-révolutionnaire et monarchiste » (le cercle Dimanche) et condamné le 22 juillet 1929 à trois ans de camp de travail qu'il effectue au camp des îles Solovki à régime spécial de travaux forcés. Quelques mois plus tard, en mai 1930, il est arrêté au camp comme comploteur au sein d'une « organisation contre-révolutionnaire » et envoyé en isolement au camp du mont Sekirna qui se trouve aussi aux îles Solovki. Ensuite il est transféré à Léningrad pour son procès qui le condamne à un an supplémentaire de camp qu'il purge aux Solovki. Mais de nouveau à l'été 1930 il est transféré à Léningrad pour devoir s'expliquer dans le cadre de l'Affaire de l'Académie qui frappe d'abord le milieu des académiciens et des professeurs d'université. Il est condamné, le 23 août 1931, à cinq ans de travaux forcés qu'il effectue au camp de travail du canal de la mer Blanche en pleine construction. Il est basé à la station du mont Medvejia. Il est libéré avant terme en octobre 1933 avec le droit de retourner à Léningrad. Il déménage quelques mois plus tard à Moscou et se remarie.
Antsiferov est encore arrêté par le NKVD, cette fois-ci en septembre 1937, et condamné le 20 décembre suivant à huit ans de camp de travaux forcés qu'il effectue au Bamlag. Ce camp du Goulag stalinien, situé dans l'oblast de l'Amour, regroupe les déportés destinés à la construction de la magistrale Baïkal-Amour. Il est libéré au bout de deux ans, le 2 décembre 1939. Il travaille au musée littéraire national de 1939 à 1953.
Antsiferov est accueilli au sein de l'Union des écrivains soviétiques en 1943. Il peut enfin défendre sa thèse de doctorat en 1944 portant sur Le Problème de l'urbanisme dans la littérature artistique.
Il meurt à Moscou, le 2 septembre 1958 et il est enterré au cimetière Vagankovo.
Il est l'auteur de plusieurs travaux sur l'histoire de Saint-Pétersbourg (comme Pouchkine et Tsarskoïe Selo qui paraît en 1950) et de Mémoires qui sont publiées en 1992 Des pensées du passé. Un prix Antsiferov récompense chaque année depuis 1995 un ouvrage d'histoire contemporaine consacré à l'histoire de la ville de Saint-Pétersbourg et des « conférences Antsiferov » sont organisées.

## Famille
Antsiferov se marie en 1914 avec Tatiana Oberoutcheva (elle meurt en 1929) qui lui donne quatre enfants, dont une fille, Nathalie née en 1915 et un fils, Pavel, né en 1918, qui meurent tous les deux en juillet 1919; un fils, Sergueï né en 1921, qui meurt de faim en 1942 pendant le Siège de Léningrad et une fille, Tatiana, née en 1924, qui s'enfuit en Allemagne lorsque les Allemands quittent Detskoïe Selo en 1944 et s'installe ensuite aux États-Unis.

## Source
- (ru) Cet article est partiellement ou en totalité issu de l’article de Wikipédia en russe intitulé « Анциферов, Николай Павлович » (voir la liste des auteurs).